# Зграда „Уреда” у Крагујевцу
Зграда „Уреда” у Крагујевцу представља непокретно културно добро као споменик културе, одлуком Владе Републике Србије бр. 633-8007/2014, од 31. јула 2014. године.
Зграда је саграђена је 1931. године за смештај уреда за осигурање радника, према пројекту архитекте Богдана Несторовића, професора Архитектонског факултета у Београду. Грађевина је уклопљена су сажету архитектонску целину, са наглашеним засеченим угаоним трактом. Такво стање је наглашено монументалним централним, полукружним улазом. Зграда има сутерен, високо приземље и спрат. Поред административних просторија, имала је и ординације: две амбуланте опште праксе, по једну хируршку, очну, ушну, зубну, гинеколошку, антитуберкулозну, као и пулмолошко и рендгенолошко одељење. Грађена у духу академизма, њена структура се заснива на провереним градитељским обрасцима, истовремено преплетеним са модернистичким функционализмом. Фасада је модерне неокласичне архитектуре, чији концеп подразумева наглашен геометризам и чисте сведене једноставне фасадне површине.